# Tanaeoceroidea
Los tanaocéridos (Tanaoceridae) son una familia de insectos ortópteros celíferos y la única familia de la superfamilia Tanaeoceroidea. Se distribuye por Estados Unidos.

## Géneros
Según Orthoptera Species File (31 de marzo de 2010):
- Mohavacris Rehn, 1948
- Tanaocerus Bruner, 1906